# Deserto da Baixa Califórnia

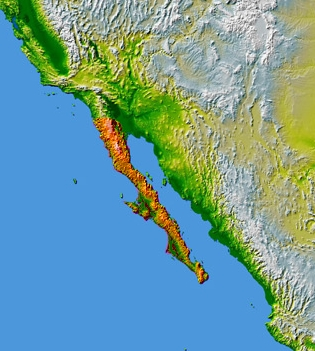
Península da Baixa Califórnia.

Deserto da Baixa Califórnia localiza-se na Península da Baixa Califórnia, México.

## Geografia
O deserto da Baixa Califórnia abrange os 77 700 km² e localiza-se na porção ocidental da península da Baixa Califórnia, e ocupa a maior parte dos estados mexicanos da Baixa Califórnia Sul e Baixa Califórnia. A elevação é variável, de cadeias de montanhas no centro-oeste (1000 a 1500 m), planícies de altitude média (300 a 600 m), e grandes extensões de dunas costeiras. É banhado pelo Oceano Pacífico e localiza-se próximo ao deserto de Sonora. O clima é seco com temperatura variável. A natureza isolada da península, e sua proximidade com o mar, mantém um certo grau de umidade, e é responsável pela manutenção de temperaturas mais ou menos estáveis ao longo do dia.

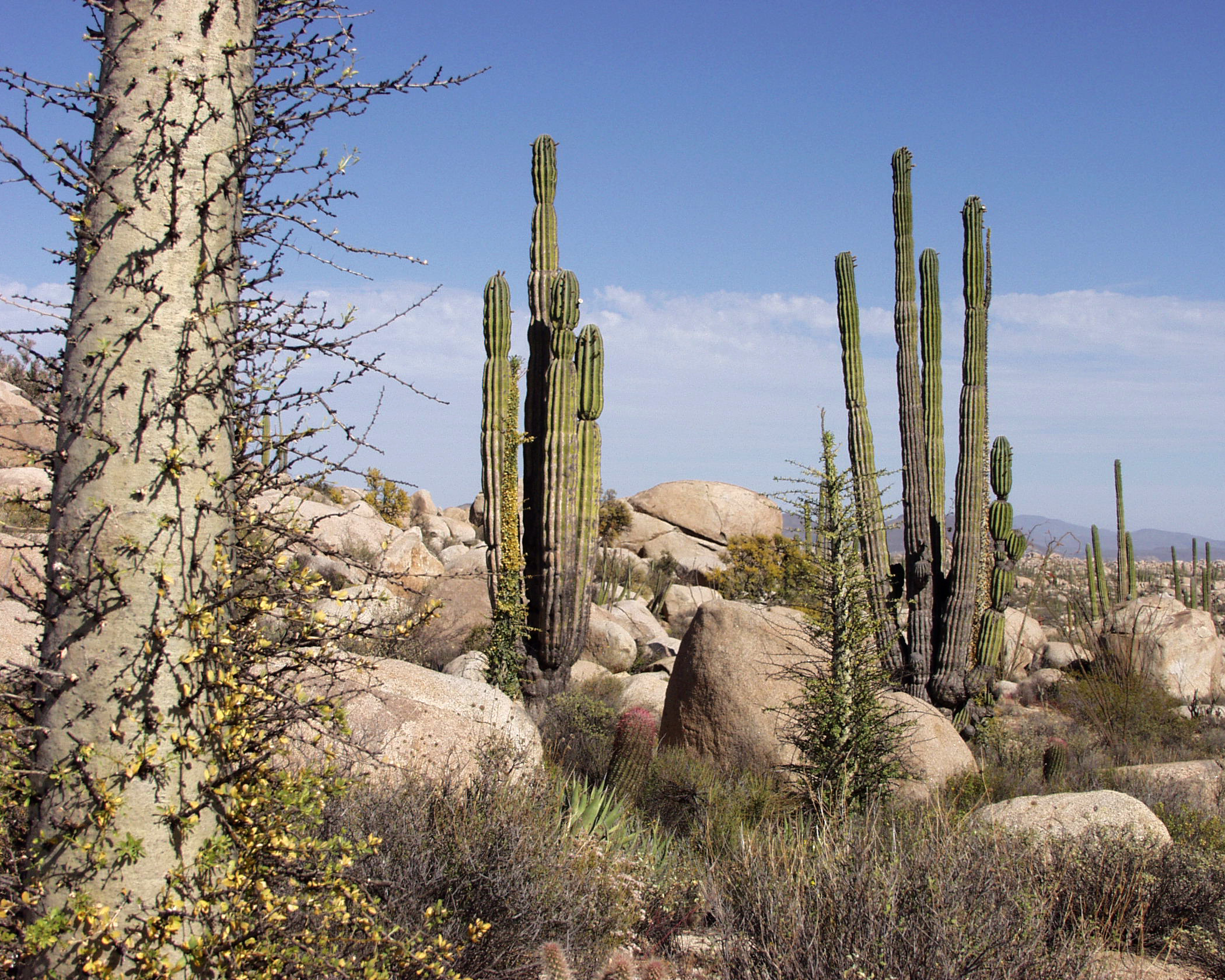
Deserto da Baixa Califórnia

## Ecossistema

### Fauna
Este deserto é um dos maiores e mais preservados do México, e devido ao seu isolamento, contém um elevado nível de riqueza de espécies e endemismos. A maior área protegida no México está localizado dentro desta ecorregião e fornece o habitat para inúmeras espécies endêmicas, como rato-canguru de San Quintín (Dipodomys gravipes) , esquilo da Baixa Califórnia (Otospermophilus atricapillus), e uma grande variedade de aranha, escorpião, e espécies de abelhas. Vivem cerca de 4 anfíbios, 43 répteis, 200 aves e 50 mamíferos nesse deserto. Infelizmente, a pecuária bovina e a caça regulamentada tomaram seu espaço em grande parte deste habitat.

### Flora

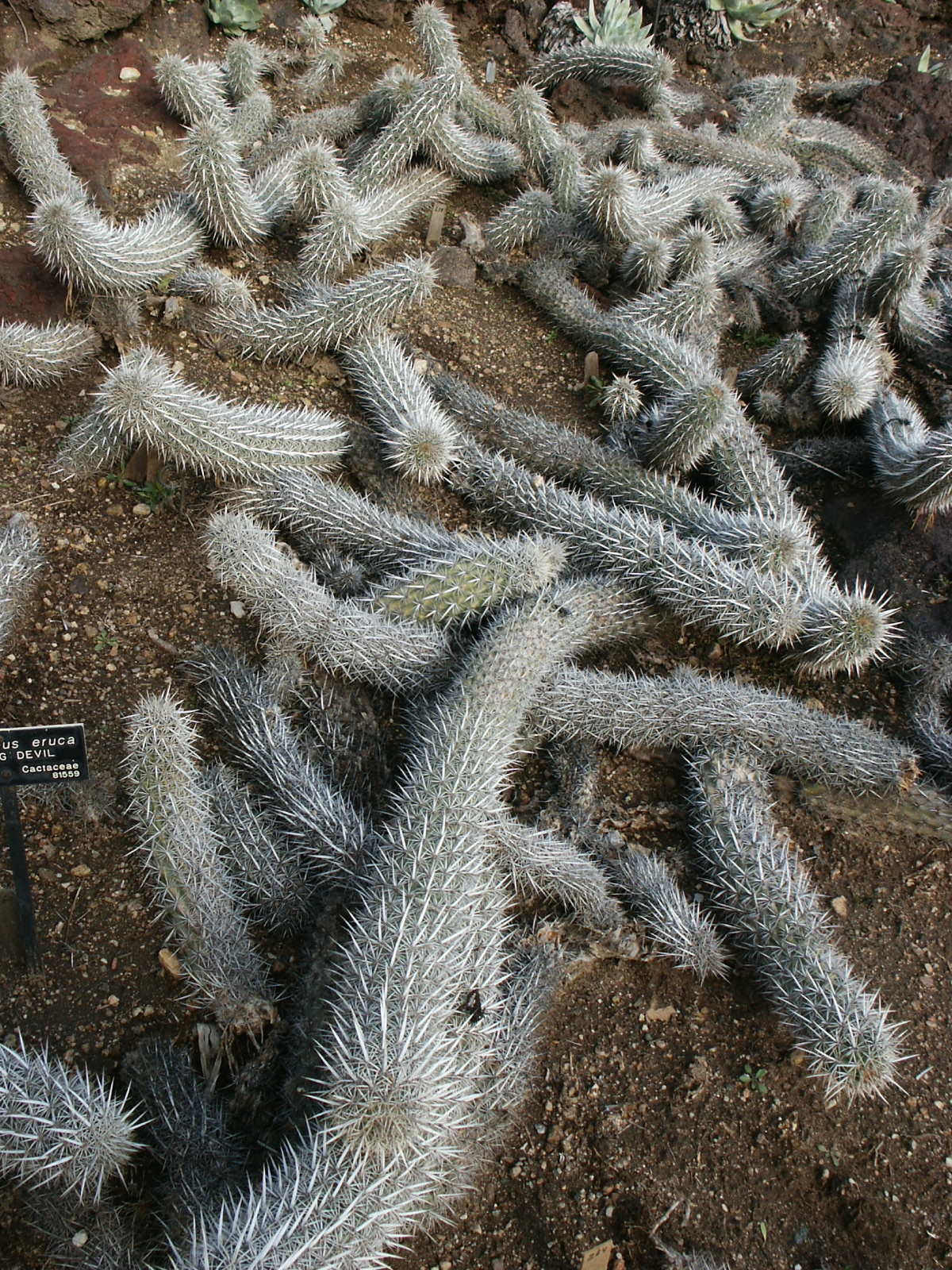
Stenocereus eruca

Esta região é principalmente coberta por arbustos xéricos, que criam associações diferentes com base nas condições de altitude e solo. A região tem cerca de 500 espécies de plantas vasculares, das quais muitas delas são endêmicas, por exemplo, a árvore boojum (Fouquieria columnaris) e cacto rasteiro do diabo (Stenocereus eruca). As espécies dominantes são Ambrosia camphorata, Erodium cicutarium e Astragalus prorifer.